# ルイヴァブロイズ

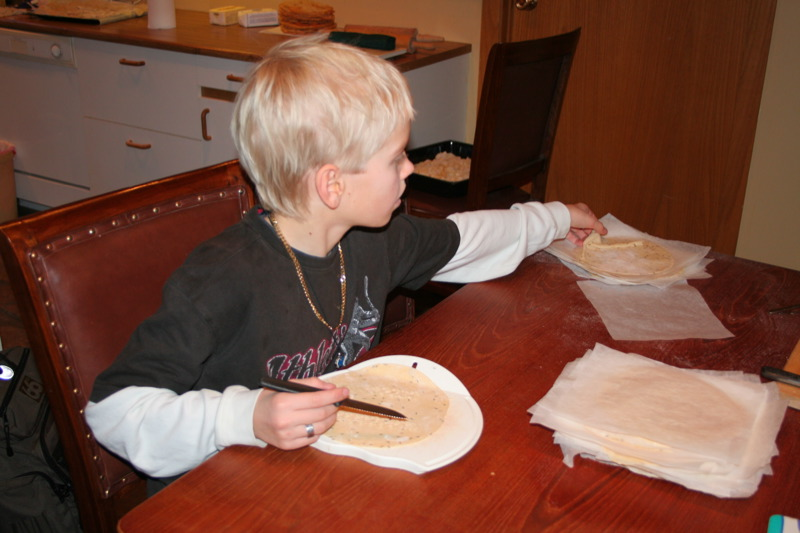
ルイヴァブロイズの生地を揚げる前に葉脈の模様を付けている子供

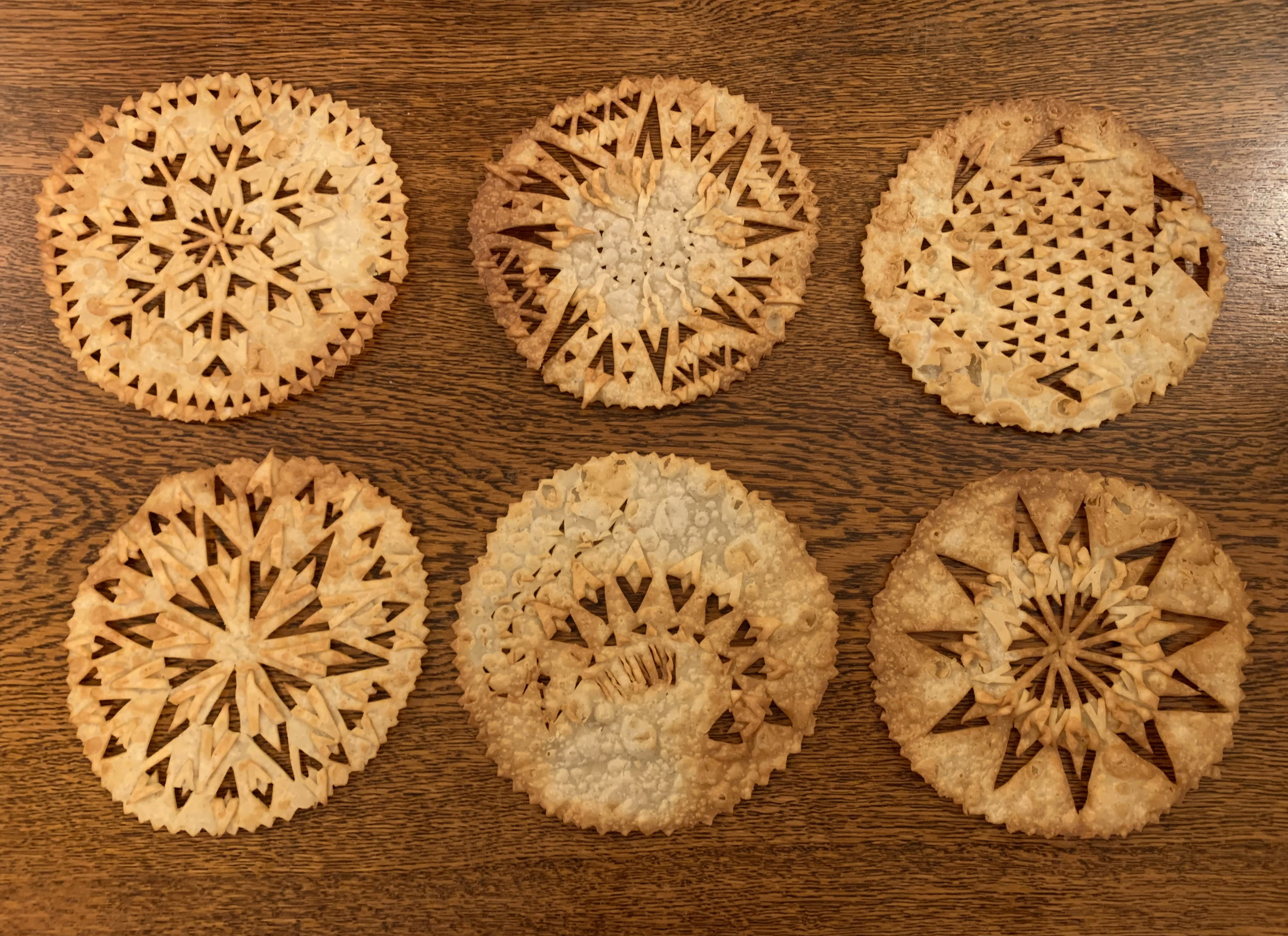
さまざまな模様が切り抜かれたルイヴァブロイズ

ルイヴァブロイズ（アイスランド語: Laufabrauð）はアイスランドのクリスマスシーズンに良く食べられる伝統的な平たく極薄い揚げパンで、切り抜きや切込みで葉脈の様な幾何学模様を付けることから「アイスランドの葉っぱパン（英: Icelandic leaf bread）」とも呼ばれている。またその切り抜き模様に決まりはなく家庭で受け継いで来たパターンもあり、雪の結晶にも見えるものも多くあることから英語では「雪の結晶パン」（英: snowflake bread）とも呼ばれている。芸術的な腕を振るう人による、聖書が透けて見えるくらいの薄さのあまりにも繊細で美しいのものもあるのでレースに例えられることもある。その様な薄さなのでパンとは言ってもカリっとしており、クラッカーの様だとも言われる。

## 語源
それぞれ古北欧語の lauf (葉) と brauð (パン) が由来とされている。
日本語ではカタカナ表記の揺れがあり、ルイヴァブルイズやルイファプルイスとも表記される。

## 歴史
文献に登場するのは1736年のJóns Ólafssonarの辞書だが、その時点で既にルイヴァブロイズは人々の間で広く調理されていたと考えられている。北方の気候が厳しい土地柄から穀物の栽培が難しく、小麦粉の供給はかつてほぼ輸入に頼っていたことから高級食材と考えられており、供給が少なく値段の高い小麦粉を最小の量でかつ長期保存できるものとして生地を薄くしかつ揚げる方法が広まったと考えられている。そんなルイヴァブロイズはぜいたく品だとも考えられていた。

## 伝統文化としての重要性と季節性- クリスマスとソーラブロート
クリスマスシーズンに家庭で良く作られ、特に12月の第一日曜日に家族や親戚で集まり一緒にルイヴァブロイズを作りクリスマスまで保存しておくのが習慣だった。薄い生地を揚げることから生地の水分量が減り、缶などに入れられ長期保存が可能だった。
何世代もの家族や時には遠縁の親戚をも巻き込み模様を刻む手作業などを一緒に行うので、単なる食材の域を超えて家族や親戚の絆を繋ぐ文化的社会的側面を備えている事がルイヴァブロイズの重要な点だと言われている。
ただし近年では既に揚げあがった市販品も売られている。また家庭で生地を作る替わりに丸く平たく伸ばされた冷凍生地を購入し、揚げる前に切り抜きや模様を刻むだけで済む商品も利用されている。
アイスランドのクリスマスは伝統的にはサンタではなく13人のちょっと怖いユールラッズ（アイスランド語: Jólasveinarnir、英語: Yule Lads）が12月12日を皮切りに一人づつ家庭を訪れると言われており、良い子にはキャンディやプレゼント、お行儀の悪い子供たちには腐ったジャガイモを残して行くと言われるため、アメリカの子供たちがサンタにクッキーとミルクを置いておくように、アイスランドの子供たちはルイヴァブロイズをこの訪問者の為に置いておく。特に12月22日に訪れるユールラッズの11人目であるGáttaþefur (戸口を嗅ぐ者の意味) は、何マイルも先からルイヴァブロイズの香りを嗅ぎ分けられると信じられている。
クリスマス以外にも1月中旬の真冬の祝宴ソーラブロート（Þorrablót）の際も食される。

## 食べ方
大手製パン会社のGæðabaksturが行った調査（複数回答可能）では、90パーセントの人がバターを付けて食べると回答し、12パーセントの人が羊の燻製ハンギキョート (Hangikjöt)、そして2パーセントの人がチーズを載せて食べると回答した。特にハンギキョートはクリスマスにルイヴァブロイズと一緒に食べられるのが定番である。
それ以外の食べ方ではステーキ、ニシンの酢漬け、イタリアンサラダなどの塩味のものと一緒に食されるほか、砂糖、シロップ、カラメルムースなどの甘い味付けでも食される。

## 材料
現在の材料は薄力粉、水、無塩バター、牛乳、コーンスターチ、塩、砂糖、ベーキングパウダーなどである。かつては羊脂で揚げられており独特の風味があったが、現在は植物油を使うことが主流になっている。

## 模様
切り抜きなどの模様には小型ナイフやLaufabrauðsjárn (葉っぱパンのローラー若しくは鉄の意味) と呼ばれるパイカッターのような専用の金属性調理器具が使われる。
基本的なstjarna (星) 、rós (バラ)、 elk (エルク)、そして北方の国らしいskammdegissól (冬季の短い日の太陽) を始めとして、前述のように芸術的に凝ったものまでさまざまな模様が付けられる。
切り抜いた時にでる小さな切りくずは直ぐに乾くので練り直さずに最後にまとめて揚げ、チップスの様にスナックとして食される。